# カーメロ・ベンタンクール
カーメロ・ベンタンクール（Carmelo Bentancur、1899年7月4日 - 没年不詳）は、ウルグアイのドゥラスノ生まれのフェンシング選手である。彼は兄のセシリオと一緒に軍に入隊し、パイロットを務めたが、航空事故の後、騎兵隊に加わった。
彼は全国フェンシングチャンピオンであり、1936年のベルリンオリンピックでウルグアイ代表を務めた。